# Listă de conducători de stat din 1288
1284 - 1285 - 1286 - 1287 - 1288 - 1289 - 1290 - 1291 - 1292
Aceasta este o listă a conducătorilor de stat din anul 1288:

## Europa
- Ahaia: Carol al II-lea cel Șchiop (principe, 1285-1289; totodată, conte de Anjou, 1285-1290; totodată, rege titular al Ierusalimului, 1285-1286; totodată, rege al Neapolelui, 1285-1309)
- Anglia: Eduard I (rege din dinastia Plantagenet, 1272-1307)
- Anjou: Carol al II-lea cel Șchiop (conte, 1285-1290; totodată, principe de Ahaia, 1285-1289; totodată, rege titular al Ierusalimului, 1285-1286; totodată, rege al Neapolelui, 1285-1309)
- Aragon: Alfonso al III-lea (rege din dinastia de Barcelona, 1285-1291)
- Austria: Albert I (duce din dinastia de Habsburg, 1281/1282-1308; ulterior, rege al Germaniei, 1298-1308)
- Bavaria Inferioară: Henric I (al XIII-lea) (duce din dinastia de Wittelsbach, 1255-1290; anterior, duce de Bavaria, 1253-1255)
- Bavaria Superioară: Ludovic al II-lea cel Aspru (duce din dinastia de Wittelsbach, 1255-1294: anterior, duce de Bavaria, 1253-1255)
- Bizanț: Andronic al II-lea (împărat din dinastia Paleologilor, 1282-1328)
- Bosnia: Prijezda al II-lea (ban din dinastia Kotromanic, 1287-1290)
- Brabant: Ioan I Cuceritorul (duce, 1261-1294)
- Brandenburg: Otto al IV-lea (margraf din dinastia Askaniană, 1267-1308) și Konrad (margraf din dinastia Askaniană, 1267-1304)
- Bretagne: Ioan al II-lea (duce, 1286-1305)
- Bulgaria: Gheorghe I Terter (țar din dinastia Terterizilor, 1279-1292)
- Burgundia: Robert al II-lea (duce din dinastia Capețiană, 1272-1306)
- Castilia: Sancho al IV-lea (rege, 1284-1295)
- Cehia: Vaclav al II-lea (rege din dinastia Premysl, 1278-1305; ulterior, rege al Poloniei, 1300-1305; ulterior, rege al Ungariei, 1301-1305)
- Cipru: Henric al II-lea (rege din dinastia de Antiohia-Lusignan, 1285-1324; ulterior, rege, 1286-1291, și rege titular al Ierusalimului, 1291-1324)
- Constantinopol: Catherine I de Courtenay (împărăteasă titulară, 1283-1308)
- Danemarca: Erik al VI-lea Maendved (rege din dinastia Valdemar, 1286-1319)
- Epir: Nikefor I Anghelos Ducas (despot din dinastia Anghelos, 1271-1296)
- Ferrara: Obizzio al II-lea (senior din casa d'Este, 1264-1293; ulterior, senior de Modena, 1288-1293)
- Flandra: Gui de Dampierre (conte din dinastia de Dampierre, 1278-1304)
- Franța: Filip al IV-lea cel Frumos (rege din dinastia Capețiană, 1285-1314; totodată, rege al Navarrei, 1284-1305)
- Germania: Rudolf I (rege din dinastia de Habsburg, 1273-1291; ulterior, duce de Austria, 1274-1281/1282)
- Gruzia: Dimitrie al II-lea cel Devotat (1273-1289)
- Gruzia, statul Imeretia: David I (rege din dinastia Bagratizilor, 1258-1293; anterior, rege al Gruziei, 1250-1258)
- Hainaut: Ioan I (conte din casa de Avesnes, 1280-1304; ulterior, conte de Olanda, 1299-1304)
- Halici-Volânia: Lev I Danilovici (cneaz, 1264-1301) și Mstislav Danilovici (cneaz, 1264-1300)
- Hoarda de Aur: Tele Boga (han din dinastia Batuizilor, 1287-1290/1291)
- Kujawya: Vladislav I cel Scurt (cneaz din dinastia Piasti, 1275-1288; ulterior, cneaz în Polonia Mare, 1296-1300, 1314-1320; ulterior, cneaz în Polonia Mică, 1306-1333; ulterior, rege al Poloniei, 1320-1333)
- Lituania: Pukuveras Butvydas (mare duce, cca. 1283-1294 sau 1295)
- Lorena Superioară: Ferry al III-lea (duce din casa Lorena-Alsacia, 1250-1303)
- Luxemburg: Henric al V-lea (conte, 1281-1288) și Henric al V-lea (conte, 1288-1310; ulterior, rege al Germaniei, 1308-1313; ulterior, împărat occidental, 1312-1313)
- Mantova: Pinamonte (senior din casa Bonacolsi, 1276-1291)
- Marinizii: Abu Iakub Iusuf an-Nasr ibn Iakub (emir din dinastia Marinizilor, 1286-1307)
- Mazovia: Konrad al II-lea (cneaz din dinastia Piasti, 1262-1294)
- Milano: Matteo I cel Mare (senior din familia Visconti, 1285-1302, 1311-1322)
- Modena: Obizzio al II-lea (senior din casa d'Este, 1288-1293; totodată, senior de Ferrara, 1264-1293)
- Montferrat: Guglielmo al V-lea cel Mare (marchiz din casa lui Aleramo, 1253-1290/1292; ulterior, senior de Milano, 1278-1282)
- Nasrizii: Abu Abdallah Muhammad al II-lea al-Fakih ibn Muhammad (I) (emir din dinastia Nasrizilor, 1273-1302)
- Navarra: Ioana I (regină din dinastia de Champagne, 1274-1305; totodată, contesă de Champagne, 1274-1285) și Filip (rege din dinastia Capețiană, 1284-1305; ulterior, rege al Franței, 1285-1314)
- Neapole: Carol al II-lea cel Șchiop (rege din dinastia de Anjou, 1285-1309; totodată, conte de Anjou, 1285-1290; totodată, principe de Ahaia, 1285-1289; totodată, rege titular al Ierusalimului, 1285-1286)
- Norvegia: Erik al II-lea Magnusson (rege, 1280-1299)
- Olanda: Floris al V-lea (conte, 1256-1296)
- Ordinul teutonic: Burchard von Schwanden (mare maestru, 1283-1291)
- Polonia Mare: Premysl al II-lea (cneaz din dinastia Piasti, 1279-1296; ulterior, cneaz în Polonia Mică, 1290-1291; ulterior, rege al Poloniei, 1295-1296)
- Polonia Mică: Leszek al II-lea cel Negru (cneaz din dinastia Piasti, 1279-1288) și Henric al IV-lea Probus (cneaz din dinastia Piasti, 1288-1290)
- Portugalia: Dinis I (rege din dinastia de Burgundia, 1279-1325)
- Reazan: Fedor I Romanovici (mare cneaz, 1270-1294)
- Savoia: Amedeo al V-lea cel Mare (conte, 1285-1323)
- Saxonia: Albrecht al II-lea (duce din dinastia Askaniană, 1260-1298)
- Saxonia: Henric al III-lea cel Ilustru (margraf din dinastia de Wettin, 1221-1288) și Frederic Tuta (margraf din dinastia de Wettin, 1288-1291)
- Scoția: Margareta de Norvegia (regină, 1286-1290)
- Serbia: Ștefan Dragutin (rege din dinastia Nemanja, 1276-1282/1316) și Ștefan Uroș al II-lea Milutin (rege din dinastia Nemanja, 1282-1321)
- Sicilia: Iacob I (rege din dinastia de Barcelona, 1285-1295; ulterior, rege al Aragonului, 1291-1327)
- Statul papal: Nicolae al IV-lea (papă, 1288-1292)
- Suedia: Magnus I Birgersson (Ladulas) (rege din dinastia Folkung, 1275-1290)
- Suzdal: Mihail Andreievici (cneaz, 1279-1305)
- Transilvania: Roland Borsa (voievod, 1282, 1284-1285, 1288-1293)
- Tver: Mihail I Iaroslavici (cneaz, cca. 1285-1317; ulterior, mare cneaz de Vladimir, 1304-1317)
- Țara Românească: Bărbat (voievod, 1277 sau 1279-cca. 1290)
- Ungaria: Ladislau al IV-lea (rege din dinastia Arpadiană, 1272-1290)
- Veneția: Giovanni Dandolo (doge, 1280-1289)
- Vladimir: Dmitri I Aleksandrovici (mare cneaz, 1276-1282, 1284-1293)

## Africa
- Benin: Oguola (obba, cca. 1280-cca. 1295)
- Califatul abbasid (Egipt): Abu'l-Abbas Ahmad al-Hakim I ibn al-Hassan ibn Ali ibn Abu Bakr ibn al-Hussain ibn ar-Rașid (calif din dinastia Abbasizilor, 1262-1302)
- Ethiopia: Salomon I (Yabe'a Seyon) (împărat, 1285-1294)
- Hafsizii: Abu Hafs Umar I ibn Iahia (I) (calif din dinastia Hafsizilor, 1284-1295) și Abu Zakariyya Iahia al III-lea al-Muntahab ibn Abu Ishak (calif din dinastia Hafzisilor, 1285-1301)
- Kanem-Bornu: Ibrahim Nikale (sultan, cca. 1281-cca. 1301)
- Mali: Sakura (uzurpator, 1285-cca. 1300)
- Mamelucii: Mansur Saif ad-Din Kalaun (sultan din dinastia Bahrizilor, 1279-1290)
- Marinizii: Abu Iakub Iusuf an-Nasr ibn Iakub (emir din dinastia Marinizilor, 1286-1307)

## Asia

### Orientul Apropiat
- Antiohia: Lucie (principesă titulară, 1287-1288) și Filip de Toucy (principe titular, 1288)
- Armenia Mică: Leon al III-lea (sau al II-lea) (rege din dinastia Hetumizilor, 1269-1289)
- Ayyubizii din Hisn Kaifa și Amid: al-Malik al-Kamil al III-lea Abu Bakr Muhammad ibn Abdallah (sultan din dinastia Ayyubizilor, 1283-?)
- Bizanț: Andronic al II-lea (împărat din dinastia Paleologilor, 1282-1328)
- Bizanț, Imperiul de Trapezunt: Ioan al II-lea (împărat din dinastia Marilor Comneni, 1280-1297)
- Cipru: Henric al II-lea (rege din dinastia de Antiohia-Lusignan, 1285-1324; ulterior, rege, 1286-1291, și rege titular al Ierusalimului, 1291-1324)
- Hulaguizii (Ilhanii): Arghun (ilhan, 1284-1291)
- Ierusalim: Henric al II-lea de Antiohia-Lusignan (rege, 1286-1291; rege titular, 1291-1324; totodată, rege al Ciprului, 1285-1324)
- Imperiul otoman: Osman I Ghazi (sultan din dinastia Osmană, 1281-1326)
- Mamelucii: al-Mansur Saif ad-Din Kalaun (sultan din dinastia Bahrizilor, 1279-1290)
- Selgiucizii din Konya: Ghias ad-Din Masud al II-lea ibn Kai-Kaus (sultan din dinastia Selgiucizilor, 1281-1284, 1284-1293, 1294-1301, 1302-1305)

### Orientul Îndepărtat
- Bengal: Nasr ad-Din Bughra Han ibn Balban (sultan din casa lui Balban, 1282-1291)
- Birmania, statul Mon: Wareru (rege, 1287-1306?)
- Birmania, statul Pagan: Kyawswa (rege din dinastia Constructorilor de Temple, 1287-1298)
- Cambodgea, Imperiul Kambujadesa (Angkor): Jayavarman al VIII-lea (împărat din dinastia Mahidharapura, 1243-1295)
- Cambodgea, statul Tjampa: Jaya Sinhavarman al III-lea (rege din cea de a unsprezecea dinastie, ?-1307) (?)
- China: Shizu (Kubilai) (împărat din dinastia Yuan, 1260-1294)
- Ciaghataizii: Buka (Tuka) Temur (han, 1272-cca. 1291)
- Coreea, statul Koryo: Ch'ungyol Wang (Wang Chun) (rege din dinastia Wang, 1275-1308)
- Hoarda de Aur: Tele Boga (han din dinastia Batuizilor, 1287-1290/1291)
- India, statul Delhi: Muizz ad-Din Kai-Kubad ibn Nasrad ad-Din Bughra Han ibn Balban (sultan din dinastia Muizzilor, 1287-1290)
- India, statul Hoysala de nord: Narasimhadeva al III-lea (rege, 1254-1291)
- India, statul Hoysala de sud: Ramanatha (rege, 1254-1295)
- Japonia: Fușimi (împărat, 1287-1298), Koreyasu (principe imperial, 1266-1289) și Sadatoki (regent din familia Hojo, 1284-1301)
- Kashmir: Simhadeva (rege din dinastia Simhadeva, 1286-1301)
- Mongolii: Kubilai (mare han, 1260-1294)
- Nepal, în Bhadgaon: Anantamalla (rege din dinastia Malla, 1280-cca. 1310; totodată, rege în Patan, cca. 1274-cca. 1310)
- Nepal, în Patan: Anantamalla (rege din dinastia Malla, cca. 1274-cca. 1310)
- Nepal, în Purang: Jitarimalla (rege din dinastia Malla, cca. 1278/1294)
- Sri Lanka: Parakkamabahu al III-lea (rege din dinastia Silakala, 1286-1291/1293)
- Sri Lanka, statul Jaffna: Vikrama Pararajasekaran al II-lea (rege, 1279-1302)
- Thailanda, statul Sukhotai: Ramkhamhaeng cel Mare (rege, 1279-1299)
- Vietnam, statul Dai Viet: Tran Nhan-tong (rege din dinastia Tran timpurie, 1278-1293)